# Aeromarine-Klemm AKL25
Die Aeromarine-Klemm AKL25 war ein ziviles Schul- und Sportflugzeug der US-amerikanischen Aeromarine Plane and Motor Company aus dem Jahr 1928.

## Geschichte
Die Aeromarine-Klemm AKL25 wurde bei der Aeromarine-Klemm Corporation in Keyport, New Jersey als Lizenznachbau der Klemm L25 der Leichtflugzeugbau Klemm seit 1928 gefertigt. Unter der Bezeichnung Aeromarine-Klemm AKL40 entstanden 1928 aus der Klemm L25 zwei Prototypen, deren Abmaße und Bauelemente auf die in den USA verfügbaren Materialien und Einheiten übertragen wurden. In Anlehnung an das Vorbildflugzeug Klemm L25 wurde die Vorserienmaschine Anfang 1929 als Aeromarine-Klemm AKL25 fertiggestellt. Im März 1929 wurde die Typenzulassung und die Genehmigung zum Bau von 50 Flugzeugen erteilt. Das Basismodell wurde zu einem Stückpreis von 3350 US-Dollar angeboten. Erhältlich war eine Land- und eine Seeversion.
Da der amerikanische Markt für die schwachmotorisierte Holzkonstruktion kein Interesse zeigte, entstand 1929 eine leistungsstärkere Variante mit einem amerikanischen LeBlond-Motor als Aeromarine-Klemm AKL25B. Einige bereits fertiggestellte AKL25A wurden später als AKL25B umgerüstet. Mit der Einführung der leistungsstärkeren Aeromarine-Klemm AKL26 kam die Serienfertigung der AKL25 noch 1929 weitgehend zum Erliegen.
Insgesamt wurden etwa 50 Aeromarine-Klemm AKL25 bis 1930 gebaut. Außer in den USA wurden einige Maschinen auch nach Kanada, Mexiko und Argentinien verkauft. Nach der Insolvenz der Aeromarine-Klemm Corporation wurden die meisten verkauften AKL25 bereits Mitte der 30er Jahre wieder abgestellt.

## Konstruktion

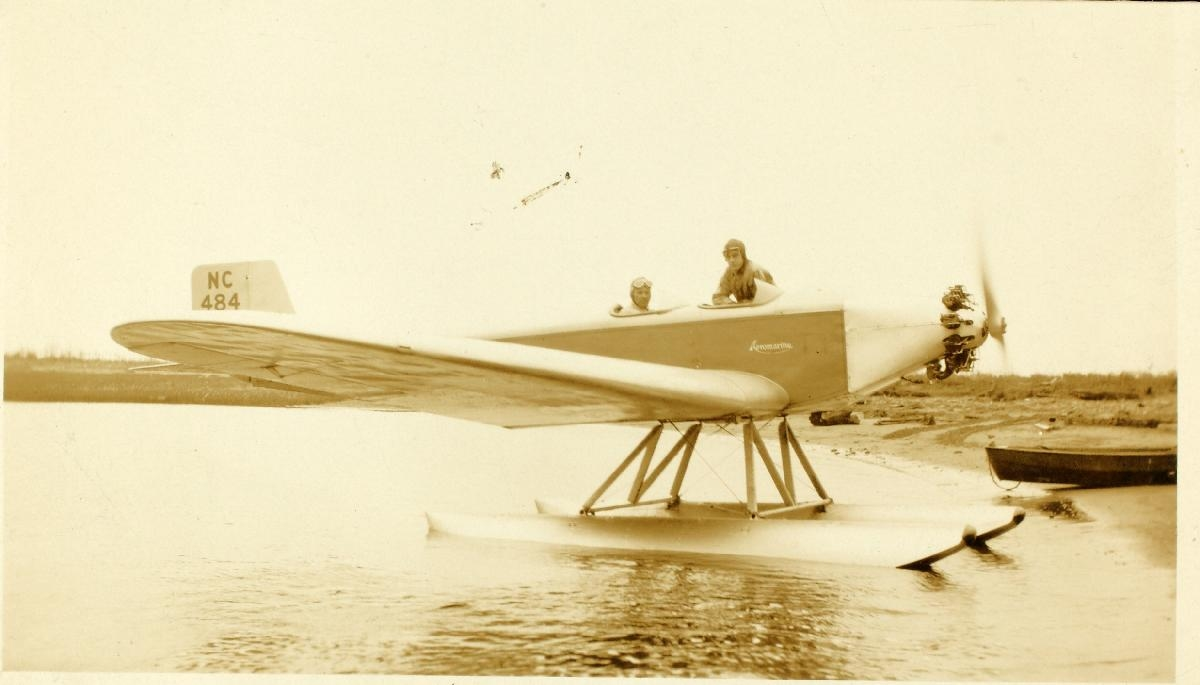
AKL40 bzw. AKL25A, WNr. 2, NC484 auf Schwimmern

Die Aeromarine-Klemm AKL40 bzw. AKL25 war eine Holzkonstruktion, die weitgehend an der Klemm L25 angelehnt war und auf die in den USA üblichen Abmessungen, Materialien und Verbindungselemente angepasst wurde. Die Instrumentierung erfolgte mit amerikanischen Geräten. Wie das Originalflugzeug wurde auch die Aeromarine-Klemm AKL25 zunächst mit einem 40 PS starken Salmson-AD9-Motor angetrieben. Spätere Serienmaschinen erhielten den 85 PS LeBlond-Motor als AKL25B. Die Seeversion wurde mit EDO-Schwimmern ausgestattet.

## Varianten
- AKL40 – zwei Prototypen
- AKL25 – eine Vorserienmaschine für die Zulassung mit Salmson AD9
- AKL25A – Serienmaschine mit Salmson AD9 ab 1928
- AKL25B – modifizierte Serienmaschine mit 85 PS LeBlond ab 1929

## Technische Daten
| Kenngröße             | AKL25A                            |
| --------------------- | --------------------------------- |
| Besatzung             | 1                                 |
| Passagiere            | 1                                 |
| Länge                 | 7,49 m                            |
| Spannweite            | 12,25 m                           |
| Höhe                  | 2,01 m                            |
| Flügelfläche          | 19,50 m²                          |
| Flügelstreckung       | 7,7                               |
| Leermasse             | 370 kg                            |
| max. Startmasse       | 600 kg                            |
| Reisegeschwindigkeit  | 120 km/h                          |
| Höchstgeschwindigkeit | 136 km/h                          |
| Dienstgipfelhöhe      | 2750 m                            |
| Reichweite            | 520 km                            |
| Triebwerke            | ein Salmson AD9 mit 40 PS (29 kW) |